# Nzakara (peuple)
Pour les articles homonymes, voir Nzakara.
Les Nzakara sont une population d'Afrique centrale, estimée à environ 66 000 personnes. Ils occupent un territoire réparti entre la République centrafricaine, la République démocratique du Congo et le Soudan. Bien qu'apparentés par leur langue aux Zandés, ces peuples occupaient au XVIIIe siècle des royaumes différents.

## Ethnonymie
Selon les sources et le contexte, on observe plusieurs variantes : Anzakara, N'sakkara, Nsakkara, Nzakaras, Sakara, Zakara.

## Origine
Les Nzakara et les Yakoma partagent les mêmes origines. Leur origine serait assez complexe car ils s'agit d'un mixage de différents peuples bantous venus du Sud par les cours d'eau pour les territoires forestiers.

## Langue
Leur langue est le nzakara, une langue dont le nombre de locuteurs était estimé à 50 000 en République centrafricaine en 1996.

## Territoire
En république centrafricaine, les Nzakara occupent majoritairement le Haut-Mbomou, dans l'Est de la République centrafricaine.

## Culture

### Danse et musique
Le peuple Nzakara est un peuple connu pour la musique. Il utilise de la harpe et des xylophones pour jouer sa musique. 

### Religion et coutumes
Les Nzakara vouaient un culte aux ancêtres morts, et admettaient une autorité à leur dieu ancêtre.
On compte un taux de 17% d’analphabétisme parmi le peuple Nzakara. Ce qui fait qu'ils ne comprennent pas le message de la bible, et donc conservent leurs traditions ancestrales . 
Parmi celles-ci, le génie Bendo (de be (main) et ndo (pied) selon une étymologie supposée) a notamment le pouvoir de provoquer des récoltes abondantes et de favoriser les naissances d'enfants. Au lendemain de la Seconde Guerre mondiale, le Révérend Père C. Zaal établit statistiquement que sur un échantillon de deux villages, 35 % en moyenne des enfants étaient des « enfants de Bendo », soit nés à l'issue d'un sacrifice à Bendo.

### Filmographie
- Circoncision de rite yakpa chez les Nzakara, film documentaire de P. Clément, 1963, 33'
- Justice coutumière chez les Nzakara, film documentaire de Anne Retel-Laurentin, 1973, 18' [[ présentation en ligne]]